# Broyes (Marne)
Broyes es una comuna francesa situada en el departamento de Marne, en la región de Gran Este.

## Demografía
| 504 | 487 | 454 | 463 | 436 | 374 | 359 |
| Para los censos de 1962 a 1999 la población legal corresponde a la población sin duplicidades (Fuente: INSEE [Consultar]) |     |     |     |     |     |     |